# Manege de São Petersburgo

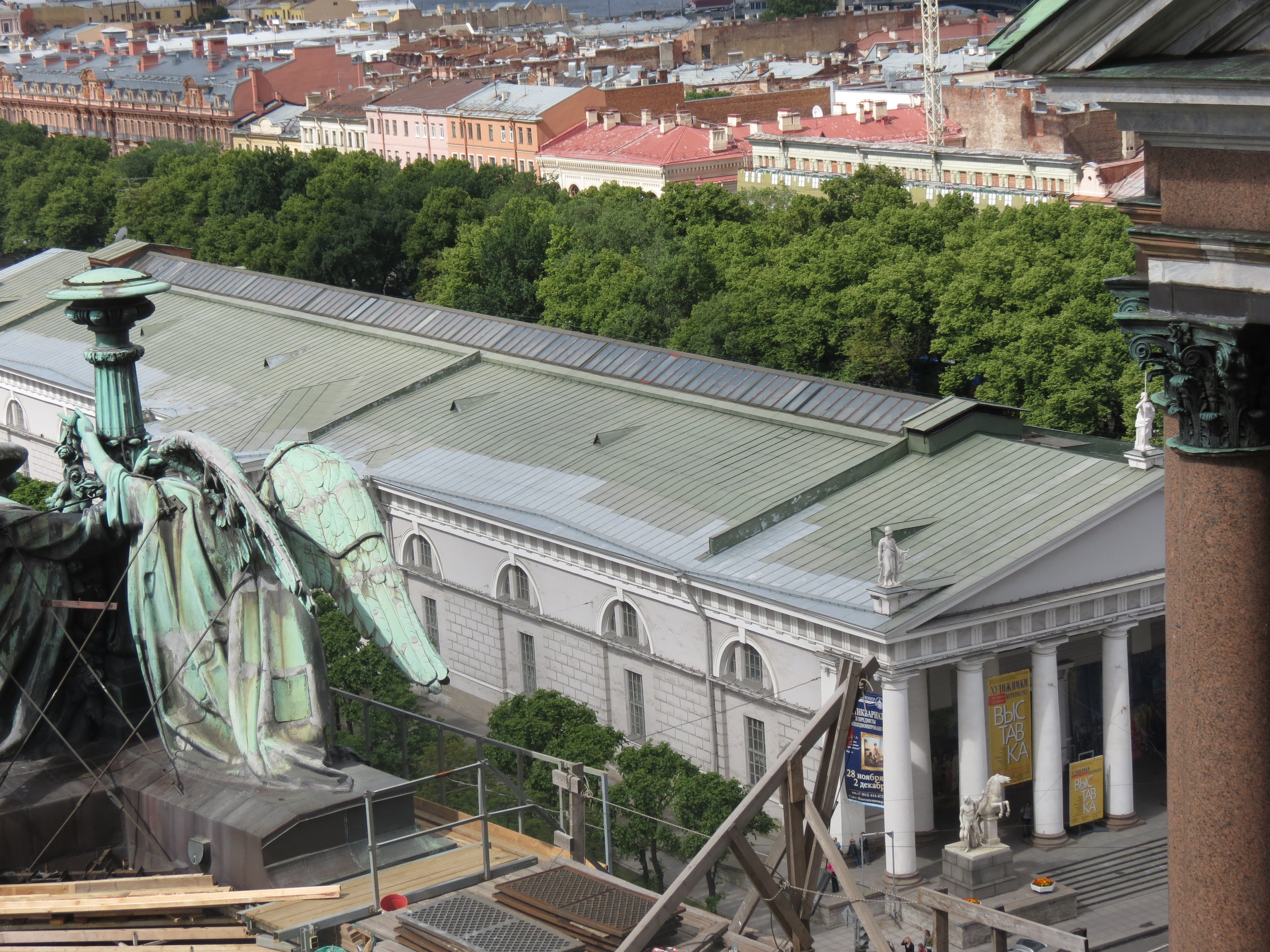
Vista do Manege da Catedral de São Isaac.

O Manege é um antigo salão de equitação para os Guardas da Cavalaria Imperial de frente para a Praça de São Isaac em São Petersburgo, na Rússia. Foi construído entre 1804 e 1807 com um projeto neoclássico de Giacomo Quarenghi. Substituiu um canal desativado que ligava o Almirantado de São Petersburgo aos armazéns navais. O Boulevar da Cavalaria leva esse nome por causa do edifício.
O Manege é um bloco baixo, retangular com aberturas arqueadas e lunetas. Segundo o Guia Companheiro, "imita um templo ateniense do século V a.C. com um pórtico de oito colunas dóricas com um frontão e baixos relevos". As estátuas de mármore de Castor e Pólux de pé ao lado de seus cavalos foram modeladas pelo escultor Paolo Triscornia após a Fontana dei Dioscuri em Roma.
Após a Revolução Russa a academia de equitação foi reconstruída para acomodar uma garagem do NKVD. Um segundo andar foi adicionado ao edifício em 1931. Desde a última campanha de reconstrução (datando do final dos anos 70), o Manege de São Petersburgo abrigou a principal sala de exposições da cidade.